# Поддавашкин, Александр Васильевич
Александр Васильевич Поддавашкин (1919—1976) — подполковник Советской Армии, участник Великой Отечественной войны, Герой Советского Союза (1945).

## Биография
Александр Поддавашкин родился 25 сентября 1919 года на станции Карпово (ныне — село Виноградарь, Раздельнянский район Одесской области Украины). После окончания семи классов школы и двух курсов Одесского железнодорожного техникума работал мастером вагонного участка. В 1939 году Поддавашкин был призван на службу в Рабоче-крестьянскую Красную Армию. С начала Великой Отечественной войны — на её фронтах. В 1943 году Поддавашкин окончил Полтавское танковое училище.
К апрелю 1945 года гвардии лейтенант Александр Поддавашкин командовал танковой ротой 3-го танкового батальона 65-й гвардейской танковой бригады (9-го гвардейского танкового корпуса, 2-й гвардейской танковой армии, 1-го Белорусского фронта). Отличился во время Берлинской операции. 21 апреля 1945 года рота Поддавашкина под городом Бернау уничтожила 3 дзота, а во время боёв за Потсдам — 1 батарею миномётов, 8 дзотов, 40 пулемётных точек, около 300 солдат и офицеров противника.
Указом Президиума Верховного Совета СССР от 31 мая 1945 года за «образцовое выполнение боевых заданий командования на фронте борьбы с немецкими захватчиками и проявленные при этом мужество и героизм» гвардии лейтенант Александр Поддавашкин был удостоен высокого звания Героя Советского Союза с вручением ордена Ленина и медали «Золотая Звезда» за номером 7399.
После окончания войны Поддавашкин продолжил службу в Советской Армии. В 1947 году он окончил Ленинградскую высшую офицерскую бронетанковую школу. В 1967 году в звании подполковника Поддавашкин был уволен в запас. Проживал и работал в Ленинграде. Умер 26 января 1976 года, похоронен на Северном кладбище Санкт-Петербурга.

## Награды
Был также награждён орденами Красного Знамени, Отечественной войны 1-й степени, двумя орденами Красной Звезды и рядом медалей.